# Cantó de Cerisy-la-Salle
El cantó de Cerisy-la-Salle és un cantó francès del departament de la Manche, situat al districte de Coutances. Té 11 municipis i el cap es Cerisy-la-Salle.

## Municipis
- Belval
- Cametours
- Cerisy-la-Salle
- Guéhébert
- Montpinchon
- Notre-Dame-de-Cenilly
- Ouville
- Roncey
- Saint-Denis-le-Vêtu
- Saint-Martin-de-Cenilly
- Savigny

## Història
| Data d'elecció                           | Identitat      | Partit          | Qualitat |
| ---------------------------------------- | -------------- | --------------- | -------- |
| 1945-1979                                | Eugène Leclerc | RI, després UDF |          |
| 1979-                                    | Claude Halbecq | Divers droite   |          |
| les dades anteriors no són pas conegudes |                |                 |          |
|                                          |                |                 |          |

## Demografia
| A partir de 1990: Població sense dobles comptes |